# Elbert N. Carvel
Elbert Nortrand Carvel (Shelter Island, 9 de fevereiro de 1910 – Laurel, 6 de fevereiro de 2005) foi um político norte-americano que foi governador do estado do Delaware, no período de 1961 a 1965, pelo Partido Democrata.

## Governador de Delaware

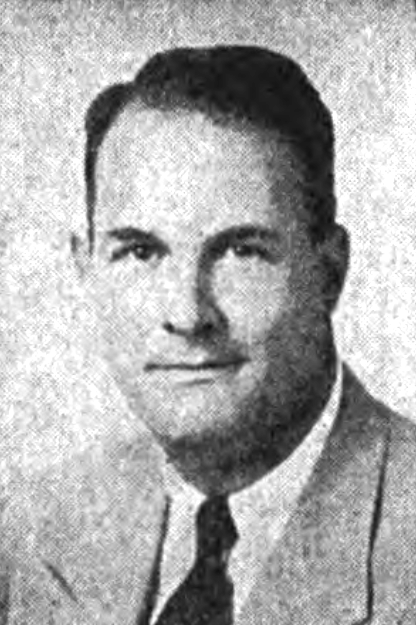
Carvel durante seu mandato como governador

Carvel foi eleito governador de Delaware pela primeira vez em 1948, derrotando o republicano Hyland F. George e cumpriu um mandato de 18 de janeiro de 1949 a 20 de janeiro de 1953. Ele perdeu a candidatura para um segundo mandato em 1952 para o deputado americano J. Caleb Boggs. Posteriormente, ele perdeu uma eleição para o Senado dos EUA em 1958 para o senador republicano dos EUA em exercício John J. Williams. No entanto, ele foi eleito para um segundo mandato como governador de Delaware em 1960, derrotando o republicano John W. Rollins, um ex-vice-governador. Logo em seguida, em 13 de novembro de 1960, ele apareceu como concorrente no game show de TV What's My Line?. Sua linha era que ele fabricava fertilizantes. Desta vez, ele serviu de 17 de janeiro de 1961 até 19 de janeiro de 1965. Carvel perdeu a candidatura final para uma cadeira no Senado dos EUA em 1964, novamente para o senador republicano dos EUA em exercício John J. Williams.
Como apenas o segundo democrata eleito governador em 48 anos, ele também foi o primeiro democrata a ganhar dois mandatos. Ele se opôs à pena de morte e foi um dos primeiros e persistentes líderes da legislação de direitos civis em um Delaware ainda politicamente conservador. Como governador, ele liderou o esforço bem-sucedido para criar uma Suprema Corte de Delaware, cuja falta ameaçava a capacidade de Delaware de lidar com litígios corporativos e, assim, encerrou o status de Delaware como o único estado sem tal tribunal.
Entre suas outras realizações durante seus mandatos foram a construção do primeiro vão da Ponte Memorial de Delaware, o desenvolvimento de várias outras estradas e rodovias, o estabelecimento da Comissão de Serviço Público de Delaware e o início do Departamento de Desenvolvimento do Estado de Delaware.

## Morte e legado
Carvel morreu em Laurel, Delaware, 3 dias antes do seu 95º aniversário e está enterrado no Cemitério da Família Carvel, em Kent Island, Maryland.

Conhecido como "Big Bert", Carvel tinha 6 '6 ". Ele era conhecido como um democrata liberal do conservador" baixo Delaware "e nunca hesitou em promover causas importantes para ele, independentemente de seu impacto em sua carreira política ou em seu negócio de fertilizantes. O prédio do escritório estatal em 820 North French Street, Wilmington tem o nome dele, assim como o Centro de Pesquisa e Educação da Universidade de Delaware em Georgetown, Delaware. A cafeteria na North Laurel Elementary School é chamada de "Carvel Room", em homenagem a ele.